# Comunità radiotelevisiva italofona
La Comunità radiotelevisiva italofona (acronimo CRI) è un ente per la valorizzazione della lingua italiana nel mondo, nato nel 1985 dalla collaborazione dei servizi pubblici radiotelevisivi di Italia, Svizzera, Slovenia, Città del Vaticano e San Marino.

## Scopo
Scopo fondamentale della CRI è promuovere e ampliare quanto più possibile la comunicazione mediatica in lingua italiana nel mondo. In quest'ottica la Comunità non è limitata ai soci fondatori, ma aperta agli enti televisivi e radiofonici italofoni di tutti i continenti, così come agli altri operatori mediatici che contribuiscono a diffondere la cultura italiana nel mondo.
La Comunità Radiotelevisiva Italofona si propone come un canale privilegiato di diffusione della lingua italiana e si sviluppa attraverso una rete di collaborazioni e programmazioni congiunte tra i differenti organismi radiotelevisivi.

Data la sua natura, le trasmissioni della CRI sono dirette tanto agli italofoni madrelingua quanto a quelli non madrelingua, così come agli italofili sia nelle zone tradizionali dell'italofonia che nel resto del mondo.

## Struttura
La CRI ha una struttura a tre livelli "concentrici", che sono: soci fondatori, membri associati e amici.

Il livello centrale è appunto quello dei soci fondatori, ossia gli enti radiotelevisivi pubblici fondatori della Comunità radiotelevisiva italofona. Essi sono:
- Rai;
- RSI;
- TV Koper-Capodistria;
- Radio Vaticana;
- San Marino RTV.

Il secondo livello è quello dei membri associati, che comprende tutti i media hanno scelto di partecipare come osservatori alla attività della comunità. Gli associati sono:
- Public Broadcasting Services;
- HRT;
- Italradio;
- Radio Romania Internazionale;
- Radio Televizioni Shqiptar;
- COSMO;
- Osservatorio Balcani e Caucaso Transeuropa[3];
- TV2000[4];

Il livello esterno, infine, è quello degli amici, che sono definiti complessivamente come «quel quadro ambientale che favorisce l'humus di crescita della Comunità».

## Operatività
La CRI opera attraverso una rete di collaborazioni e programmazioni congiunte tra i differenti organismi radiotelevisivi. Ciò si traduce all'atto pratico nella produzione di rubriche e trasmissioni comuni, che hanno come comune denominatore la lingua e la cultura dell'italofonia.
“Con le buone o con le cattive” è la coproduzione della Comunità Radiotelevisiva Italofona  nata dal laboratorio del VI Seminario di lavoro “La trasmissione della scienza” organizzata in collaborazione con Radio RAI e RAI per il Sociale, dedicato al nuovo ruolo della scienza e della divulgazione scientifica. Si può ascoltare su Radio Romania Internazionale dal 25 luglio al 19 agosto 2022, ogni lunedì, giovedì e venerdì via onde corte, satellite e sito web dell'emittente.
Radio Miniature. Storie di altre frequenze in lingua italiana è la coproduzione della Comunità Radiotelevisiva Italofona, frutto del seminario ” Podcast. Dall’audio lineare all’audio on demand“, organizzato nel 2023. Un viaggio emozionante che celebra il potere della radio che unisce persone e culture. Il potere della parola e dei suoni di ieri, di oggi e di domani. 
Si può ascoltare su Radio Romania Internazionale dal 29 luglio al 26 agosto 2024, ogni lunedì, giovedì e venerdì via onde corte, satellite e sito web dell'emittente.
Il titolo della coproduzione promossa dalla Comunità Radiotelevisiva Italofona nel 2025 è Giano bifronte: l’intelligenza artificiale tra rischi e opportunità”, scaturita dal tema del seminario “Non sono un robot Dall’intelligenza artificiale all’intelligenza aumentata”. Si può ascoltare su Radio Romania Internazionale dal 28 luglio al 25 agosto ogni lunedì, giovedì e venerdì nelle trasmissioni delle 16, 18 e 20, ore italiane via onde corte, satellite e sito web  dell'emittente.